# 代一
摩羯座ι，又名BD-17 6245，HD 203387、SAO 164346、HR 8167，是摩羯座的一颗恒星，视星等为4.28，位于銀經33.62，銀緯-40.77，其B1900.0坐标为赤經21h 16m 40.7s，赤緯-17° -40.77′ 38″。